# Atlantischer Sklavenhandel
Der atlantische Sklavenhandel umfasst den im 16. Jahrhundert einsetzenden Kauf von Sklaven aus dem westlichen, zentralen und südlichen Afrika durch die Europäer und ihren Transport über den Atlantik nach Nord-, Mittel- und Südamerika. In der Geschichtsschreibung der Vereinigten Staaten wird der Sklavenhandelsweg aufs nordamerikanische Festland meist als Middle Passage bezeichnet. Die Anzahl der der Zwangsmigration unterworfenen Afrikaner wird auf etwa 12 Millionen geschätzt.
Der atlantische Sklavenhandel wird unterschieden von dem etwa gleichzeitig stattfindenden ostafrikanischen Sklavenhandel, dem mediterranen Sklavenhandel und dem innerafrikanischen Sklavenhandel. Einen geschichtlichen Abriss über den Sklavenhandel in anderen Kulturen und Epochen bietet der Artikel Sklaverei.

## Geschichte
Der atlantische Sklavenhandel begann Anfang des 16. Jahrhunderts, nach der Ankunft der portugiesischen Seefahrer in Westafrika Ende des 15. Jahrhunderts und den folgenden Handelsfaktoreien des aufkommenden Portugiesischen Weltreichs, die hier in den lokalen Sklavenhandel einstiegen. In Westafrika wurden Sklaven gekauft, welche dann mit Schiffen von Afrika nach Amerika transportiert wurden und dort dann weiterverkauft. Die meisten dieser Schiffe befanden sich im Besitz von Europäern.
Das Monopol auf die Sklavenjagd und die Verbringung der Gefangenen zu den Schiffen hatten Araber und teilweise kreolisierte Afrikaner. Die Europäer waren nicht direkt an der Sklavenjagd oder am innerafrikanischen Sklavenhandel beteiligt, da vor der Entdeckung eines wirksamen Gegenmittels gegen die in Westafrika endemische Malaria der Aufenthalt für sie ungesund war. Stattdessen entwickelte sich eine Arbeitsteilung: Die europäische Nachfrage hatte seit dem 16. Jahrhundert afrikanische Militärmonarchien entstehen lassen wie Kaabu, Dahomey, Benin oder Oyo, die regelmäßig Sklavenjagden in ihren Nachbarterritorien veranstalteten. Die versklavten Menschen wurden dann an die Küste transportiert und dort über Zwischenhändler, oft Atlantikkreolen, sogenannte „schwarze Portugiesen“, auf die europäischen Sklavenschiffe verkauft.

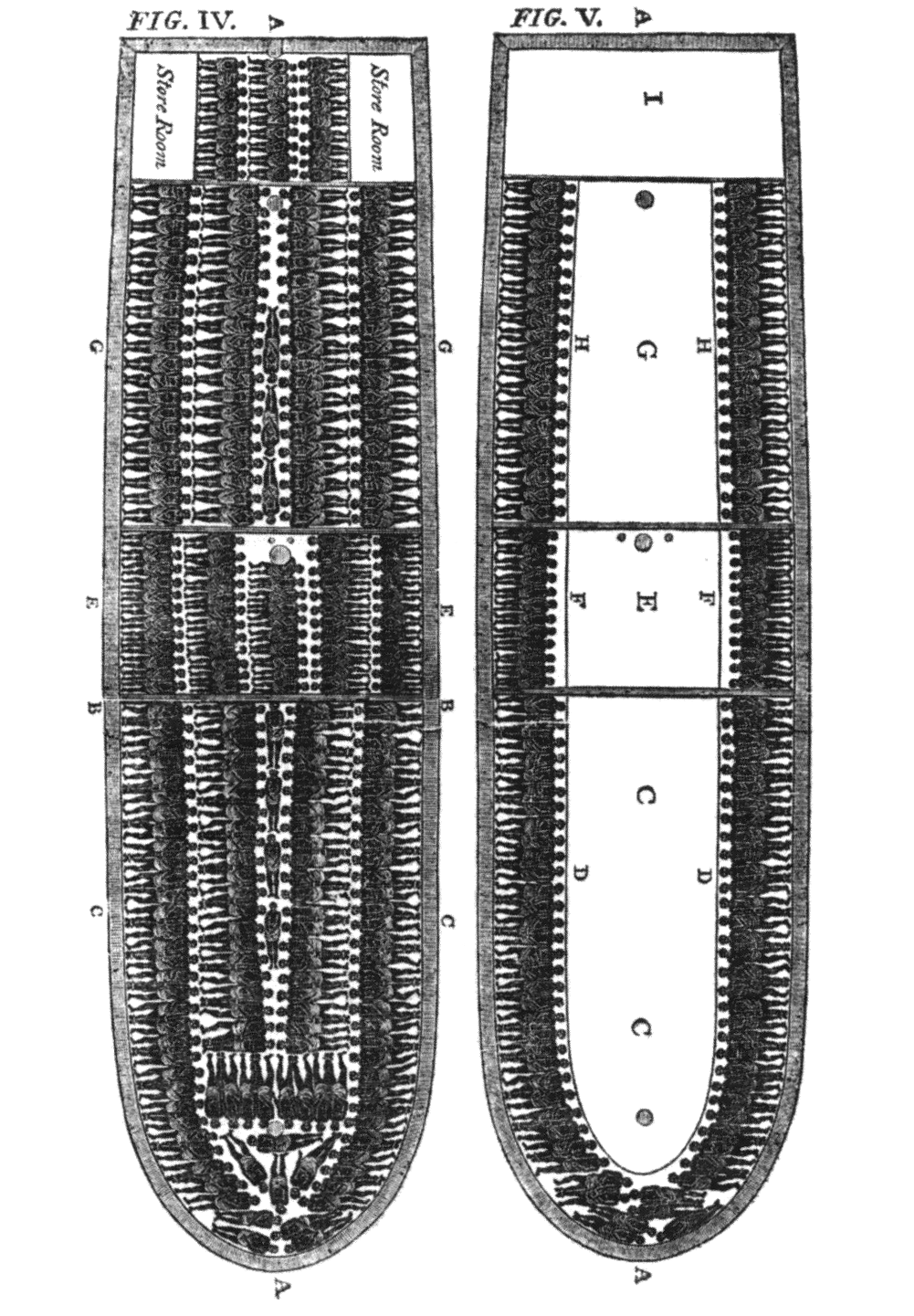
Zeichnung eines Sklaventransportschiffs für den atlantischen Sklavenhandel, aus Unterlagen eines Komitees des House of Commons des Vereinigten Königreichs, 1790 and 1791

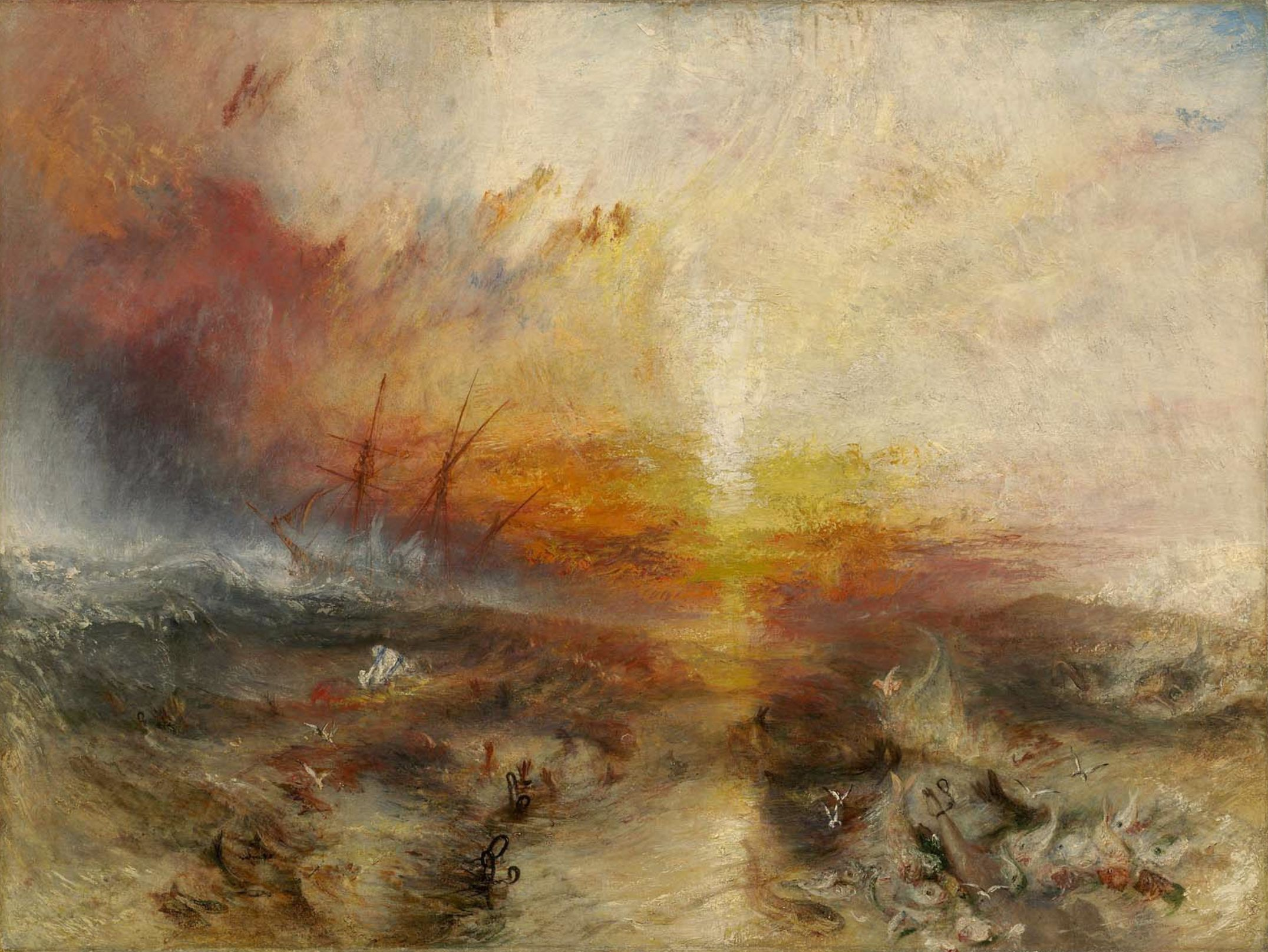
William Turner: Das Sklavenschiff, 1840; Sklavenhändler werfen bei heraufziehendem Sturm Tote und Sterbende über Bord

Die Bedingungen auf den Sklavenschiffen waren entsetzlich. Angekettet und eng beieinander liegend mussten die Sklaven während der gesamten Überfahrt in ihren eigenen Fäkalien liegen. Die Mortalität an Bord war sehr hoch, doch erschienen den Sklavenhändlern die dadurch entstandenen Verluste geringer als die Kosten, die weniger inhumane Transportbedingungen mit sich gebracht hätten. Es kam darüber hinaus auch zu Massenverbrechen wie dem Massaker auf der Zong, bei dem ein Kapitän, auch wegen drohender Wasserknappheit aufgrund eines Navigationsfehlers, 132 geschwächte oder erkrankte Sklaven über Bord werfen ließ, um die Versicherungssumme zu kassieren. Es kam daraufhin lediglich zu einem Betrugsverfahren, das allerdings abgewiesen wurde. Das Massaker gab aber den Anstoß zur Abschaffung des Sklavenhandels, wie ihn die britischen Abolitionisten forderten. Der britische Maler William Turner erinnerte 1840 mit dem Ölgemälde Das Sklavenschiff an derartige Morde auf hoher See.
Auf den Inseln der Karibik, in spanischen Kolonien, waren die ersten Einsatzorte der Sklaven. Im Jahr 1510 segelte das erste Schiff mit 50 schwarzen Sklaven von Westafrika nach Haiti. Auf dem nordamerikanischen Kontinent kam erstmals am 20. August 1619 eine Gruppe von zwanzig schwarzen Sklaven auf einem niederländischen Schiff in Jamestown (Virginia) an. Das Schiff war durch einen Sturm von seinem Ziel Westindien hierher verschlagen worden. In den folgenden Jahrzehnten blieb die Zahl der Sklaven in den britischen Kolonien eher niedrig. Erst die Plantagenbewirtschaftung ab der zweiten Hälfte des 17. Jahrhunderts löste einen hohen Bedarf an Arbeitskräften aus.
Im 18. Jahrhundert war der Sklavenhandel ein wesentlicher Bestandteil der atlantischen Wirtschaft. Die Wirtschaftssysteme der europäischen Kolonien in der Karibik und auf dem nordamerikanischen Festland sowie Brasiliens erforderten viele Arbeitskräfte, die in der Landwirtschaft (z. B. auf Plantagen) eingesetzt wurden. 1790 hatten Inseln wie Britisch-Westindien, Jamaika, Barbados und Trinidad eine Sklavenbevölkerung von 524.000, die französischen westindischen Besitzungen 643.000. Andere Mächte wie Spanien, die Niederlande und Dänemark hatten ebenso viele Sklaven. Trotz dieser hohen Zahlen wurden immer weitere Sklaven angefordert. Die spanische Krone versuchte, ihren Monopolanspruch auf den Transatlantikhandel durchzusetzen und vergab Asientos de Negros, eine Art Public-Private-Partnership, die die Inhaber berechtigten, Sklaven in die Kolonien zu importieren. Dennoch beteiligten sich immer auch Schmuggler am lukrativen Menschenhandel.
Der Sklavenhandel wurde mit wirtschaftlichen Notwendigkeiten begründet. Die Sklaverei war Bestandteil einiger der profitträchtigsten Landwirtschaftszweige. 70 Prozent der Sklaven in der Neuen Welt wurden beim Zuckerrohranbau und dem arbeitsintensivsten Bereich der Getreidewirtschaft eingesetzt. Andere mussten bei der Kaffee-, Baumwoll- und Tabakwirtschaft sowie im Bergbau arbeiten.
Die gewonnenen Erzeugnisse wurden nach Europa oder Afrika verschifft. Aus Europa importierten die Schiffe dann veredelte Güter und Nahrungsmittel, aus Afrika Sklaven. Die gesamte Wirtschaft des atlantischen Bereichs hing von der Versorgung Westindiens mit arbeitsfähigen oder fortpflanzungsfähigen Sklaven ab, und dieses transatlantische Wirtschaftssystem prägte den weltweiten Seehandel. Die Vorstellung eines Dreieckshandels gilt heute als überholt, weil es nicht dieselben Schiffe waren, die von Europa über Afrika in die Karibik und von dort zurück nach Europa fuhren. Außerdem wurden auch viele Sklavengeschäfte bilateral zwischen Afrika und Europa abgewickelt, sodass von einem Dreieck allenfalls idealtypisch gesprochen werden kann.
Die Kolonien zählten zum wichtigsten Besitz europäischer Seemächte. Frankreich stimmte z. B. 1763 dem Verlust der Kolonie Neufrankreich im Gegenzug zum Besitz der winzigen Insel Guadeloupe zu.
Um 1800 gehörten die erfolgreichsten westindischen Kolonien dem Vereinigten Königreich. Nachdem sie spät in den Zuckerhandel eingestiegen waren, erwarb die britische Marineführung mit der Kontrolle wichtiger Inseln wie Jamaika, Trinidad und Tobago und Barbados einen entscheidenden Vorteil gegenüber den Konkurrenten. Dieser Vorteil wurde verstärkt, als Frankreich seine wichtigste Kolonie Saint Domingue (heute: Haiti) 1791 durch einen Sklavenaufstand verlor.
Britisch Westindien produzierte den meisten Zucker, und schnell wurden die Briten die größten Zuckerverbraucher. Westindischer Zucker verbreitete sich als allgemeiner Zusatz zu chinesischem Tee. Produkte amerikanischer Sklavenarbeit verbreiteten sich bald in jeden Bereich der britischen Gesellschaft. Tabak und Kaffee und besonders Zucker wurden zu unentbehrlichen Elementen des Alltags.
Um seine Kolonien zu unterstützen, verfügte Großbritannien auch über die größte Flotte von Sklavenschiffen, die zumeist über Liverpool und Bristol verkehrten. In Liverpool war bis Ende des 17. Jahrhunderts eins von vier Schiffen, das in See stach, ein Sklaventransport. Dies waren hochprofitable Unternehmen, die eine überaus wichtige Rolle in der Wirtschaft beider Städte spielten.

## Beendigung des Sklavenhandels

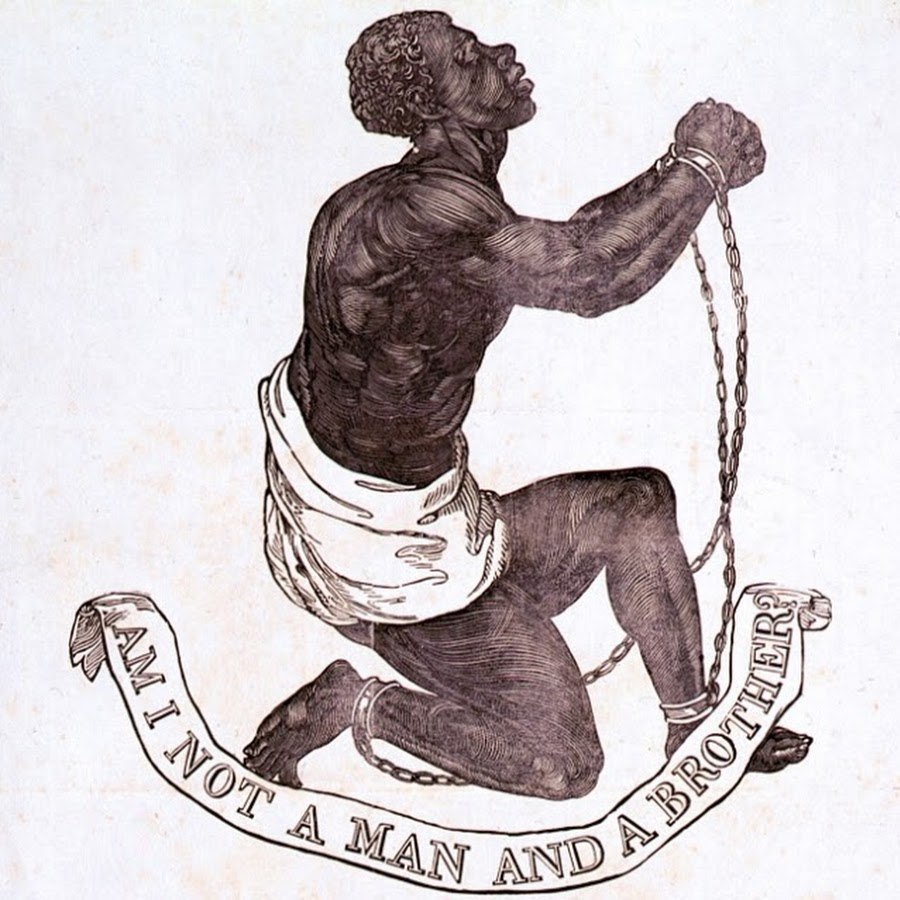
Logo der britischen Abolitionisten

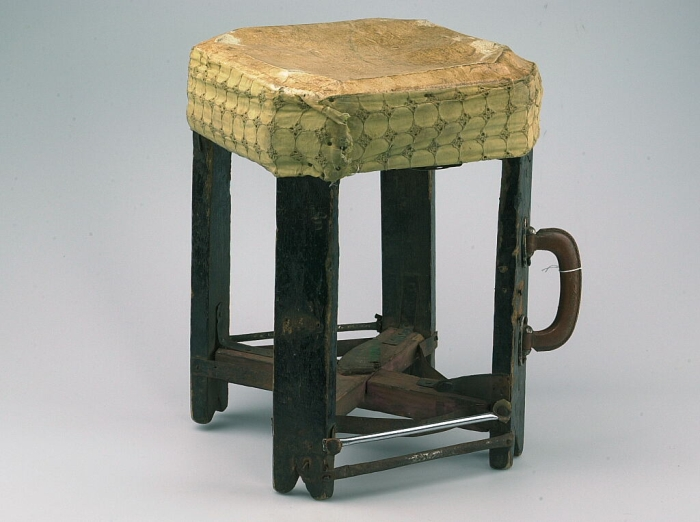
Quadratische Rahmentrommel Gumbe aus Freetown, Sierra Leone.

Gegner des Sklavenhandels sammelten sich seit 1787 in England in der von Thomas Clarkson, Granville Sharp u. a. gegründeten Society for Effecting the Abolition of Slavery (Gesellschaft zur Abschaffung der Sklaverei) und wurden Abolitionisten genannt. Politisch unterstützt wurde die Bewegung durch William Wilberforce, der mehrfach die Abschaffung des Sklavenhandels im britischen Unterhaus zur Abstimmung einbrachte. Wilberforce war Dreh- und Angelpunkt der sogenannten Clapham-Sekte, einer Gemeinschaft politisch einflussreicher Mitglieder der Church of England, gegründet vom ehemaligen Sklavenschiffkapitän und späteren Geistlichen John Newton (Amazing Grace). Die Clapham Saints machten es sich wie die SEAS zur Hauptaufgabe, jegliche Form der Sklaverei und des Sklavenhandels abzuschaffen.
Aus der Bewegung der Abolitionisten formierte sich 1787 die Sierra Leone Company, die an der westafrikanischen Küste Freetown, die spätere Hauptstadt von Sierra Leone, gründete. Die ersten 400 Bewohner des Ortes waren in jenem Jahr mit dem Schiff aus London hergebrachte ehemalige Sklaven, die in ärmlichen Verhältnissen in England gelebt hatten. Im Jahr 1792 folgte eine Gruppe mit rund 1000 Afroamerikanern von der kanadischen Halbinsel Nova Scotia, die für ihren Einsatz im Amerikanischen Unabhängigkeitskrieg (1775–1783) entschädigt werden sollten. Die ersten ehemaligen Sklaven aus der Karibik kamen im Jahr 1800 in Freetown an. Dies waren Maroons aus Jamaika, im 18. Jahrhundert von den Plantagen geflohene Sklaven, die durch mehrere Kriege gegen die Briten zu einer ernsthaften Gefahr für die britischen Kolonialisten geworden waren. Von Freetown aus verbreiteten sich die ehemaligen Sklaven vom amerikanischen Kontinent und mit ihnen eine kreolische Kultur in Westafrika. Ihre Nachfahren in Sierra Leone sind als Krio bekannt. Das erste mit den ehemaligen Sklaven aus der Karibik nach Afrika importierte Kulturphänomen war die Rahmentrommel Gumbe, die Ahnentrommel und das Kultursymbol der jamaikanischen Maroons und deren Musik, die im 19. Jahrhundert zur Schaffung mehrerer afrikanischer Popularmusikstile beitrug.
Die Französische Revolution (1789 bis etwa 1799) trug zur Verbreitung von Ideen über Menschenrechte und Bürgerrechte bei. Die Französischen Revolutionskriege (1792–1797) und die Napoleonischen Kriege (bis 1815) sowie die Besetzung einiger Gegenden durch französische Truppen (Franzosenzeit) verbreiteten diese Ideen in Teilen Europas und außerhalb. Das am 4. Februar 1794 durch den französischen Nationalkonvent verkündete Sklavereiverbot widerrief allerdings Napoleon Bonaparte als Erster Konsul im Mai 1802. Gleichzeitig versuchte Napoleon das von Sklaven in einem Aufstand gegen französische Pflanzer unabhängig gewordene Saint-Domingue militärisch wieder unter Kontrolle zu bringen.
Diese uneindeutige Haltung Frankreichs bot den Briten die Gelegenheit mit ihrer Ächtung des Sklavenhandels moralisch an Boden zu gewinnen. Nachdem sie mit dem Slave Trade Act vom 24. Februar 1807 ihren eigenen Sklavenhandel beendet hatten, wollten sie auch andere Völker dazu bringen, da sonst die britischen Kolonien Wettbewerbsnachteile im Vergleich zu denen anderer Nationen erlitten hätten. So wurde auf britischen Druck auf dem Wiener Kongress 1814/15 die Ächtung der Sklaverei im Artikel 118 der Kongressakte beschlossen. Die Vereinigten Staaten verboten den Handel gleichzeitig mit Großbritannien (Act Prohibiting Importation of Slaves), ebenso Dänemark (ein kleiner Akteur im internationalen Sklavenhandel). Andere kleinere Akteure wie Schweden folgten bald, ebenso die Niederlande (sie waren im 19. Jahrhundert die drittgrößte Kolonialmacht hinter Großbritannien und Frankreich).
Vier Nationen setzten sich hartnäckig gegen das Aufgeben des Sklavenhandels zur Wehr: Spanien, Portugal, Brasilien (nach seiner Unabhängigkeit) und Frankreich. Großbritannien nutzte jedes Mittel, diese Nationen zum Einlenken zu bewegen. Portugal und Spanien, die bei Großbritannien nach den Napoleonischen Kriegen verschuldet waren, willigten erst allmählich nach großen Zahlungen ein, den Sklavenhandel einzustellen. 1853 zahlte die britische Regierung an Portugal über drei Millionen Pfund und an Spanien über eine Million zur Beendigung des Sklavenhandels. Brasilien willigte jedoch nicht ein, den Sklavenhandel zu stoppen, bis Großbritannien militärische Maßnahmen gegen seine Küsten ergriff und 1852 mit einer Blockade drohte (Näheres unter Geschichte Brasiliens).
Für Frankreich suchten die Briten zuerst eine Lösung während der Verhandlung am Ende der napoleonischen Kriege, aber Russland und Österreich willigten nicht ein. Großbritannien verlangte nicht nur, dass andere Nationen den Sklavenhandel verboten, sondern verlangte auch das Recht, dieses Verbot polizeilich zu überwachen. Die Royal Navy verschaffte sich die Legitimation, alle verdächtigen Schiffe zu untersuchen und die zu beschlagnahmen, die Sklaven transportierten oder für diese Zwecke ausgerüstet waren. Während Frankreich sich formal einverstanden erklärte, den Sklavenhandel 1815 zu verbieten, erlaubte es Großbritannien weder die polizeiliche Überwachung, noch tat es viel, um es selbst zu erzwingen; so erfolgte ein ausgedehnter jahrelanger Sklaven-Schwarzmarkthandel. Während die Franzosen den Sklavenhandel ursprünglich früher als die Briten parlamentarisch verboten hatten, machten sie ihn nun zum Gegenstand des nationalen Stolzes und lehnten britische Vorschriften rundweg ab. Einst reformerische Impulse wurden durch Napoleon und die Wiederkehr der Bourbonen in ihr Gegenteil verkehrt; eine gesellschaftlich verankerte Abolitionistenbewegung wie in Großbritannien fehlte. Der französische Sklavenhandel kam erst 1848 zum vollständigen Erliegen.
Bei dem Wrack, das Anfang 2019 im Fluss Mobile in Alabama (USA) gefunden wurde, handelt es sich um den 1860 gesunkenen Schoner Clotilda. Mit dem Segelschiff wurden damals 110 Frauen, Männer und Kinder illegal aus dem Gebiet des heutigen Benin in Westafrika nach Mobile gebracht. Zur Vertuschung des Verbrechens wurde das Schiff in Brand gesteckt und damit versenkt. Der Fund belegt, dass der Sklavenhandel nach dem Verbot weiterging.
Bewertung
| Region             | 17. Jh. | 18. Jh. |
| ------------------ | ------- | ------- |
| Senegambien        | 4,70    | 5,13    |
| Sierra Leone       | 0,39    | 3,62    |
| Pfefferküste       | 0,05    | 2,35    |
| Goldküste          | 6,69    | 14,31   |
| Bucht von Benin    | 17,02   | 20,17   |
| Bucht von Biafra   | 9,63    | 14,97   |
| West-Zentralafrika | 60,59   | 38,41   |
| Süd-Ostafrika      | 0,93    | 1,05    |

Vor dem Zweiten Weltkrieg nahmen britische Gelehrte an, die Aufhebung der Sklaverei sei eine der drei oder vier Tugenden in der Geschichte der Völker.
Dieser Meinung widersprach 1944 der westindische Historiker Eric Williams, der vorbrachte, das Ende des Sklavenhandels rühre allein aus ökonomischen Entwicklungen und keineswegs aus moralischen Erwägungen.
Williams’ These wurde allerdings bald in Frage gestellt. Williams gründete sein Argument auf den Gedanken, die westindischen Kolonien hätten sich Anfang des 19. Jahrhunderts in einem Niedergang befunden und so ihren politischen und ökonomischen Wert für Großbritannien verloren. Dieser Niedergang habe sich als ökonomisch lästig erwiesen und die Briten zum Akzeptieren seiner Beseitigung bewogen.
Hauptproblem dieses Arguments scheint, dass die Wirtschaft vor dem Verbot des Sklavenhandels im Jahr 1807 blühte und der Niedergang erst danach begann. Der Niedergang in Westindien ist demnach ein Ergebnis der Unterdrückung des Sklavenhandels und nicht seine Ursache. Die fallenden Preise für durch Sklaven produzierte Waren wie Zucker und Kaffee können leicht diskontiert werden, während man beweisen kann, dass der Preisniedergang zu erhöhter Nachfrage führte und profitabel für die Importeure, wirklich die Gesamtmenge erhöhte. Die Profite aus den Sklavenhandel blieben bei rund zehn Prozent der Investition und belegen keinerlei Niedergang. Die Bodenpreise in Westindien – eine wichtige Hilfsgröße für die Analyse der Wirtschaft der Region – verringerten sich erst, nachdem der Sklavenhandel eingestellt worden war. Die Zuckerkolonien befanden sich nicht im Niedergang, sondern 1807 an der Spitze ihres ökonomischen Einflusses.
Eine dritte Generation von Gelehrten wie Drescher und Anstey haben die meisten ökonomischen und politischen Argumente von Williams bestätigt, aber mit den moralischen Erwägungen kombiniert, die das Ende des Sklavenhandels nach sich zogen.
Die Strömungen, die die größte Rolle spielten, um Westminster von der Ächtung des Sklavenhandels zu überzeugen, waren religiöser Natur. Das Aufkommen evangelikaler protestantischer Gruppen verbunden mit den Quäkern bewirkte, dass die Sklaverei als humanitäre Schande erachtet wurde. Diese Menschen waren eine Minderheit, aber sie waren leidenschaftlich mit vielen einzelnen Personen engagiert. Diese Gruppen hatten eine starke parlamentarische Präsenz und kontrollierten 35–40 Sitze mit ihrem Einfluss; dieser zahlenmäßige Einfluss wurde durch die damalige Regierungskrise verstärkt. Bekannt als „die Heiligen“, galt diese Gruppe unter Leitung von William Wilberforce als wichtigste Partei im Kampf gegen die Sklaverei. Diese Parlamentarier sahen ihr Engagement häufig als persönliche Schlacht gegen die Sklaverei in einem göttlich angeordneten Kreuzzug an.
Die erste Petition gegen den Sklavenhandel und die Sklaverei in Nordamerika stammt aus dem Jahr 1688 und wurde von den deutschen Auswanderern aus Germantown (Pennsylvania), Franz Daniel Pastorius, Abraham Isacks op den Graeff, Herman Isacks op den Graeff und Gerrit Henderich verfasst.
Auch in Frankreich bedurfte es des Einsatzes engagierter Einzelpersonen, bis es 1848 zur endgültigen Abschaffung der Sklaverei kam. Überragende Bedeutung kommt dabei dem Elsässer Victor Schœlcher (1804–1893) zu, der auf Guadeloupe und Martinique le libérateur, der Befreier, genannt wird; er war der „wirkungsvollste, einzige absolute und einzige konsequente Abolitionist“. Schœlcher überbrachte 1848 das Dekret zur Abschaffung der Sklaverei aus Paris, kam aber in Guadeloupe erst an, nachdem sich die Sklaven am Tag zuvor selbst befreit hatten. Auch auf Martinique hatte es zuvor Sklavenaufstände gegeben, insbesondere den vom 22. Mai 1848, bei dem Sklaven die damalige Hauptstadt Saint-Pierre besetzten und nach verlustreichen Kämpfen am 23. Mai 1848 den Gouverneur zur sofortigen Abschaffung der Sklaverei zwangen.

## Zahlen
Bis in die 1820er Jahre übertraf die Zahl der nach Amerika verschleppten Afrikaner die der Europäer, die dorthin migrierten. Insgesamt wird die Anzahl der über den Atlantik verschifften Sklaven auf etwa 12 Millionen geschätzt. Der nigerianische Historiker Joseph E. Inikori nimmt eine Gesamtzahl von 15,4 Millionen Sklaven an, die aus Afrika über den Atlantik exportiert wurden. Der größte Anteil, nämlich etwa 5,8 Millionen Menschen, wurde von portugiesischsprachigen Sklavenhändlern aus Portugal oder Brasilien importiert. Nordamerikaner und Briten waren für die Verschleppung von 2,6 bis 2,8 Millionen Afrikanern verantwortlich. Niederländische Sklavenhändler lieferten 450.000 Menschen, und der Sklavenhandel Brandenburg-Preußens lieferte in den knapp 30 Jahren seines Bestehens in 124 Fahrten etwas mehr als 42.000 Menschen an die amerikanischen Sklavenmärkte.

## Forschung
Die internationale Datenbank The Transatlantic Slave Trade, die an der texanischen Rice University gehostet wird, wurde von David Eltis und David Richardson (University of Hull) unter Beteiligung weiterer Hochschulen, darunter der Emory University, erarbeitet. Sie geht auf Vorarbeiten von Herbert S. Klein in den 1960er Jahren zurück. 1999 wurde sie online zugänglich und 2008 wesentlich erweitert. Sie umfasst jetzt auch den inneramerikanischen Sklavenhandel und insgesamt Daten über 36.000 Sklavenfahrten (77 % aller Fahrten im erfassten Zeitraum von 1514 bis 1866) mit einer Gesamtzahl von über 10 Millionen transportierten Sklaven und 8,7 Millionen Anlandungen.
Zu den Ergebnissen zählt das Wissen über die 192 Handelsplätze zur Einschiffung, die sich auf nur wenige konzentrieren: Luanda (2,826 Mio.), Ouidah in Benin (1 Mio.), Benguela in Angola (764.000), Cabinda in Angola (753.000), Bonny (Nigeria) (672.000), Malembo in Angola (549.000). Die wichtigsten Händler waren die Portugiesen/Brasilianer (46,7 % aller Sklaven), die Briten (26 %, höchste Zahlen nach 1750), die Franzosen (11 %), die Spanier (8,5 %, meist nach Kuba), die Niederländer (4,4 %), die USA (2,4 %). Die Anlandehäfen waren von 179 vor allem Rio de Janeiro (1,839 Mio. Sklaven), Salvador da Bahia (1,555 Mio.) Kingston (Jamaika) (886.000), Recife (854.000), Bridgetown auf Barbados (493.000), Havanna (464.000), Cap-Français auf Haiti (406.000).

## Dokumentationen
- Daniel Cattier, Juan Gélas, Fanny Glissant (Regie): Menschenhandel – Eine kurze Geschichte der Sklaverei. Folge 2: 1375-1620: Für alles Gold der Welt. (Originaltitel: 1375 – 1621: De l’or des noirs à la côte brésilienne.) TV-Dokumentation, Frankreich 2018 (Arte-France); Deutsche Synchronfassung 2018 bei arte.